# Hermanniella oblitera
Hermanniella oblitera är en kvalsterart som beskrevs av Sitnikova 1973. Hermanniella oblitera ingår i släktet Hermanniella och familjen Hermanniellidae. Inga underarter finns listade i Catalogue of Life.